# Hexacorallia

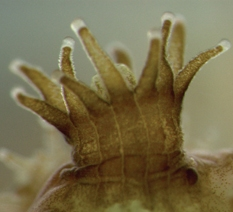
Zooxantelas en tentáculos de pólipo de Porites astreoides.

Los hexacorales o hexacoralarios (Hexacorallia), también conocidos como zoantarios (Zoantharia), son una subclase de cnidarios antozoos solitarios o coloniales que incluye las anémonas y los corales verdaderos. Los pólipos presentan una cavidad gastrovascular dividida en muchas cámaras por tabiques o sarcoseptos. Estos sarcoseptos, dispuestos en parejas, suelen estar en un número múltiplo de 6, y los hay de dos tipos: macroseptos y microseptos. Los primeros son completos, es decir, van desde la pared del pólipo hasta la faringe; los segundos son incompletos, ya que no llegan a la faringe. Tienen una o dos filas de tentáculos, nunca pinnados y también en número múltiplo de 6, y poseen cnidocitos de muchos tipos. Pueden ser desnudos o poseer esqueletos calcáreos o quitinosos, aunque siempre con ausencia de escleritos. Suelen incorporar zooxantelas simbióticas en la cara interna (endodermo).

## Anatomía

Anatomía de una anémona.
1: tentáculo;
2: faringe;
3: gónada;
4: pared de la columna ;
5: macrosepto;
6: cínclídio;
7: acontio;
8: discopedio;
9: músculo retractor:
10: microsepto;
11: estoma (perforación mesenterial);
12: collar;
13: boca;
14: disco oral.

Se pueden distinguir varias regiones comunes en los hexacorales.

### Región oral
La boca está situada en el centro de esta región y está comprimida lateralmente. Después aparece la faringe, que se introduce hacia el interior de la cavidad gastrovascular. Esta faringe puede presentar uno o dos surcos ciliados en su longitud, denominados sifonoglifos. Si presenta solo uno se considera que es ventral, y si aparecen dos, situados en lados opuestos, el más grueso  (denominado sulcus) se considera ventral, y el más delgado (denominado sulculus) se considera dorsal.
La región oral está rodeada por tentáculos en un número múltiplo de 6. Estos no están pinnados y son huecos por dentro debido a que tienen una prolongación de la cavidad gastrovascular en su interior. Ocasionalmente, las bases de algunos de estos tentáculos están engrosadas y cargadas de cnidocitos, formando lo que se conoce como acrorragos.

### Región gástrica o columna
La cavidad gastrovascular de la región gástrica está dividida en numerosas cámaras separadas por sarcoseptos, que pueden ser incompletos (microseptos) o completos (macroseptos), según lleguen o no desde la pared de la columna a la faringe. Estos sarcoseptos se disponen por parejas, uno a continuación del otro, dejando dos espacios diferenciados: el espacio situado entre los dos sarcoseptos de la misma pareja se denomina endocélico, mientras que el espacio entre dos sarcoseptos de parejas distintas se denomina exocélico. Los microseptos tienen el borde interno libre, en toda la longitud del animal, con tres lóbulos (trilobulado). Los macroseptos, por su parte, solo tienen el borde libre por debajo de la faringe.
Estos bordes libres de los sarcoseptos reciben el nombre de filamentos mesentéricos, y tienen diversas funciones. Una de ellas es la de formación de gametos. El lóbulo central de la base de algunos filamentos mesentéricos está alargado y cargado de cnidocitos, denominándose acontio. Este puede salir fuera del animal por la boca o por un orificio situado en la base del animal denominado cinclídio.
Poseen banderolas, parte contráctil de las células nutritivomusculares que forman parte de los sarcoseptos (se reconocen porque parte del sarcosepto está engrosado). Actúan a modo de músculos longitudinales en el eje oral-aboral (de la boca a la base). Las banderolas de los sarcoseptos que forman una pareja están orientadas al correspondiente espacio endocélico, exceptuando la de los sarcoseptos que delimitan la cámara sulcal (con dos banderolas, cada una a un lado) y asulcal (sin banderolas), que están orientadas al correspondiente espacio exocélico.

### Región basal
Es la zona de unión al sustrato (en las especies solitarias se denomina discopedio) o al resto de la colonia (en las especies coloniales). Algunas especies solitarias son capaces de desprenderse del discopedio y desplazarse de un lado a otro lentamente.

## Formación y estructura del esqueleto

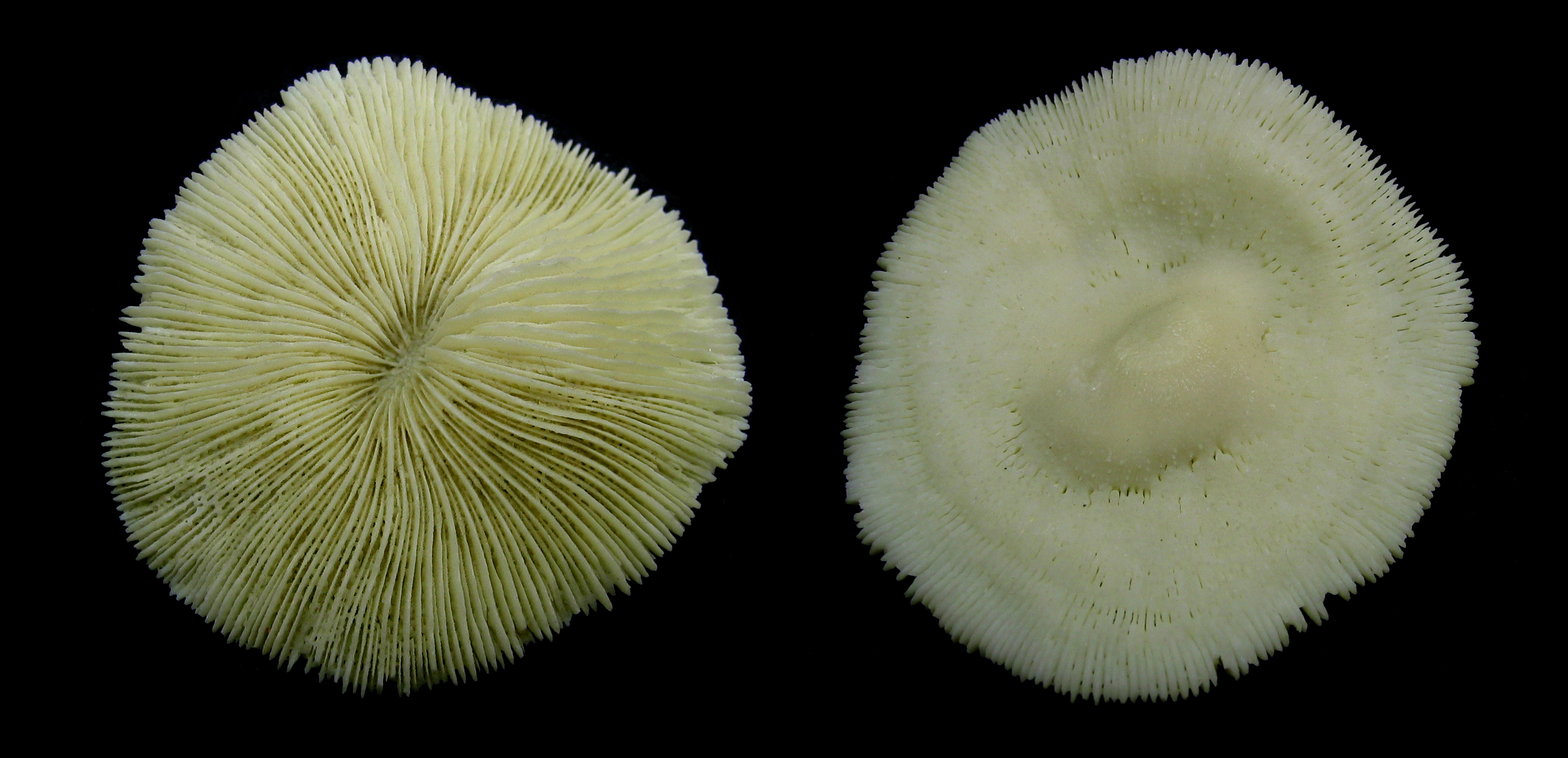
Detalle del esqueleto calcificado de un hexacoral solitario, mostrando los escleroseptos en disposición radial y centrípeta, unidos por sinaptículos y formando costillas en su periferia. Izquierda: vista dorsal; derecha: vista ventral.

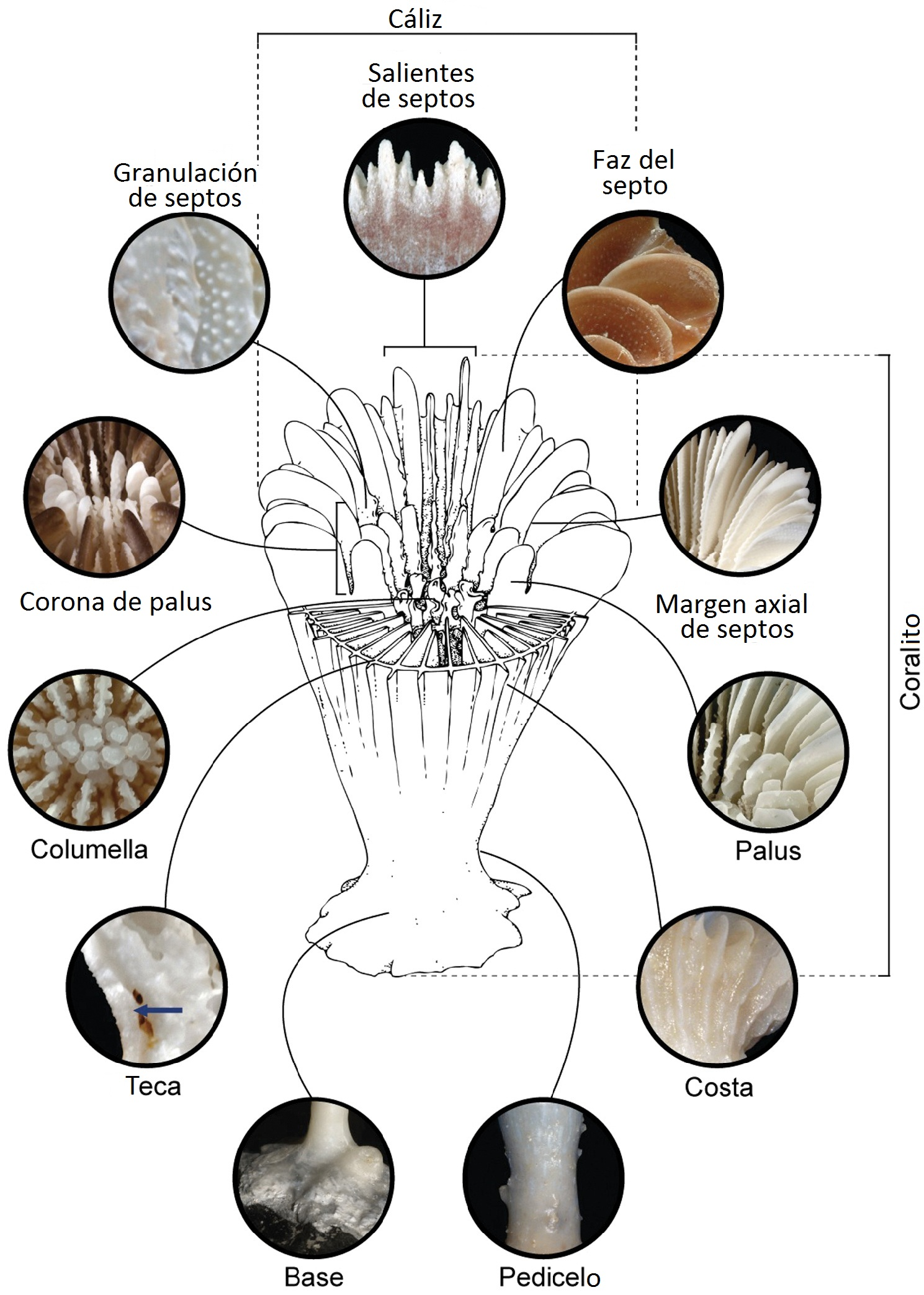
Estructura de coralito

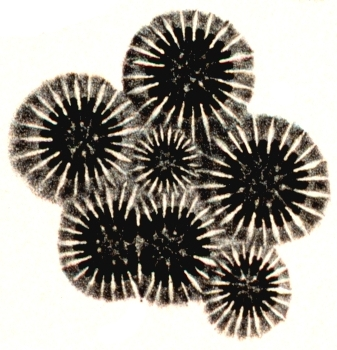
Reproducción asexual de Orbicella annularis: el cáliz pequeño del centro se ha producido por gemación (extratentacular), y el cáliz doble muestra reproducción por división (intratentacular).

Se forma a partir de la deposición de cristales de carbonato cálcico en una capa mucosa producida por la epidermis de la región basal, hasta que se produce su total calcificación. Primero se produce la calcificación alrededor de la región basal, justo por encima del discopedio, formando una copa esquelética denominada teca; después, y debajo del discopedio, se forman una serie de tabiques calcificados radiales y centrípetos (denominados escleroseptos), dispuestos, cada uno, entre dos sarcoseptos. El conjunto de todo el sistema esquelético se denomina polípero o coralito.
En ocasiones existe una gran proximidad entre los diferentes escleroseptos que conlleva la aparición de unas estructuras transversales también calcificadas que los unen denominadas sinaptículos. Si el extremo distal de los escleroseptos sobresale se forman unas estructuras denominadas costillas o costa. Otras estructuras que se pueden formar son las columnillas o columela, que son varillas esqueléticas centrales que pueden, o no, estar rodeadas de otras denominadas estaquillas o pali. Otras veces, las partes centrales de los escleroseptos se fusionan entre sí originado una pseudocolumnilla o pseudocolumela.

## Estructura colonial
Las estructuras coloniales de los zoantarios se producen por gemación extratentacular o intratentacular a partir de un solo individuo. Todos los individuos de una colonia están unidos por una delgada capa de tejido vivo proveniente de la prolongación de la pared de su cuerpo o columna. Esta capa viva contiene la prolongación de la cavidad gastrovascular, mesoglea, y capas epidérmicas de todos los individuos. Existen dos capas epidérmicas, la superficial y la profunda, siendo esta última la responsable de la formación del esqueleto de carbonato cálcico típico de estas colonias. La producción de carbonato cálcico es continua, por lo que se van superponiendo los animales a lo largo del tiempo.

## Árbol filogenético
|  | Scleractinia (=Madreporaria)                              |
|  |                                                           |
|  | \| \| Actiniaria \| \| \| \| \| \| Zoanthidea \| \| \| \| |
|  |                                                           |
|  | Actiniaria                                                |
|  |                                                           |
|  | Zoanthidea                                                |
|  |                                                           |

|  | Actiniaria |
|  |            |
|  | Zoanthidea |
|  |            |

## Clasificación
Según Brusca & Brusca, los hexacorales comprenden cuatro órdenes:
Subclase Hexacorallia
Orden Actiniaria - Anémonas de mar verdaderas
Orden Scleractinia (=Madreporaria) - Corales pétreos verdaderos
Orden Zoanthidea
Orden Corallimorpharia
La organización taxonómica de las especies, géneros, familias y órdenes de la clase Anthozoa viene siendo, desde el siglo XIX, materia apasionante para los científicos. Dado el que se vienen descubriendo y describiendo gran cantidad de nuevas especies, y, a que la observación de las mismas mediante análisis mitocondriales, filogenéticos y por PCR, así como a las imágenes proporcionadas por el microscopio electrónico de barrido, revelan resultados que obligan a reclasificar muchas de ellas.
Actualmente, hay un mayor consenso entre taxonomistas en la siguiente clasificación, aceptada asimismo por el Registro Mundial de Especies Marinas:
Subclase Hexacorallia: 
- Orden Actiniaria
- Orden Antipatharia
- Orden Ceriantharia
- Orden Corallimorpharia
- Orden Scleractinia
- Orden Zoanthidea

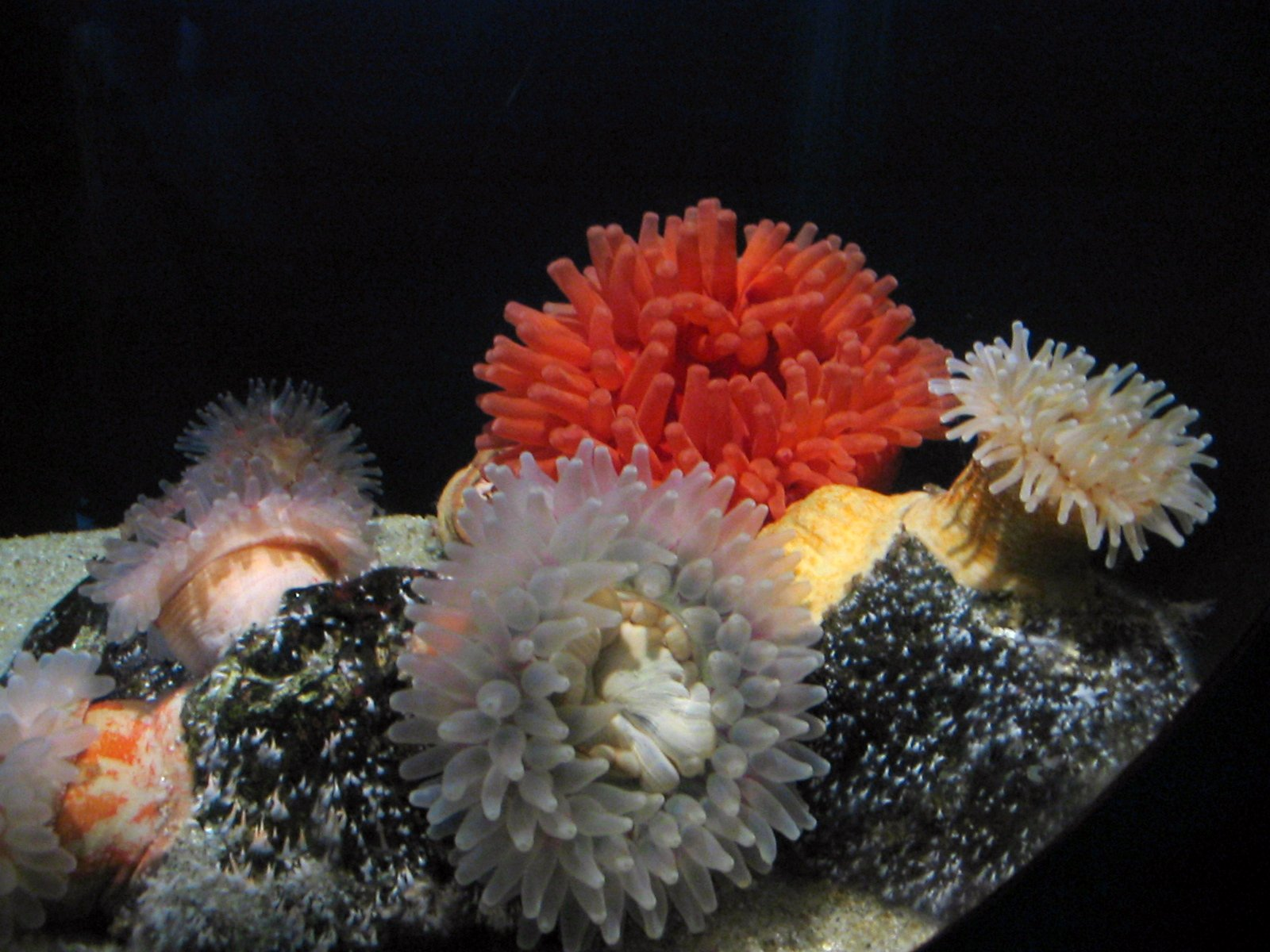
Actiniaria
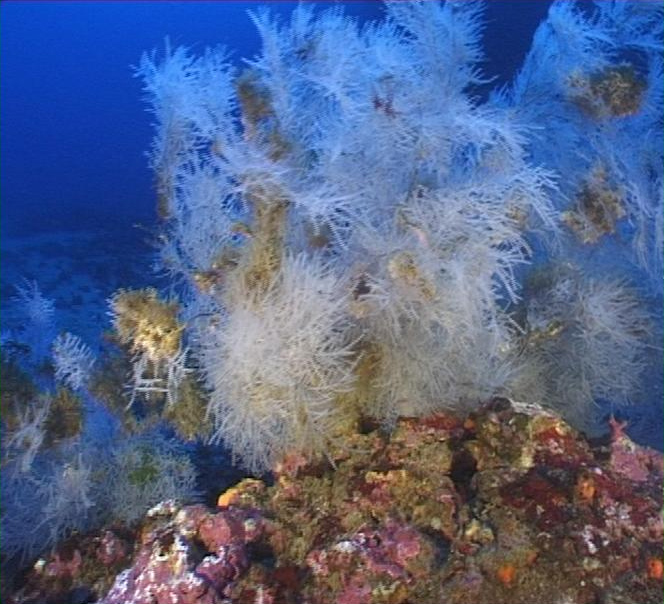
Antipatharia
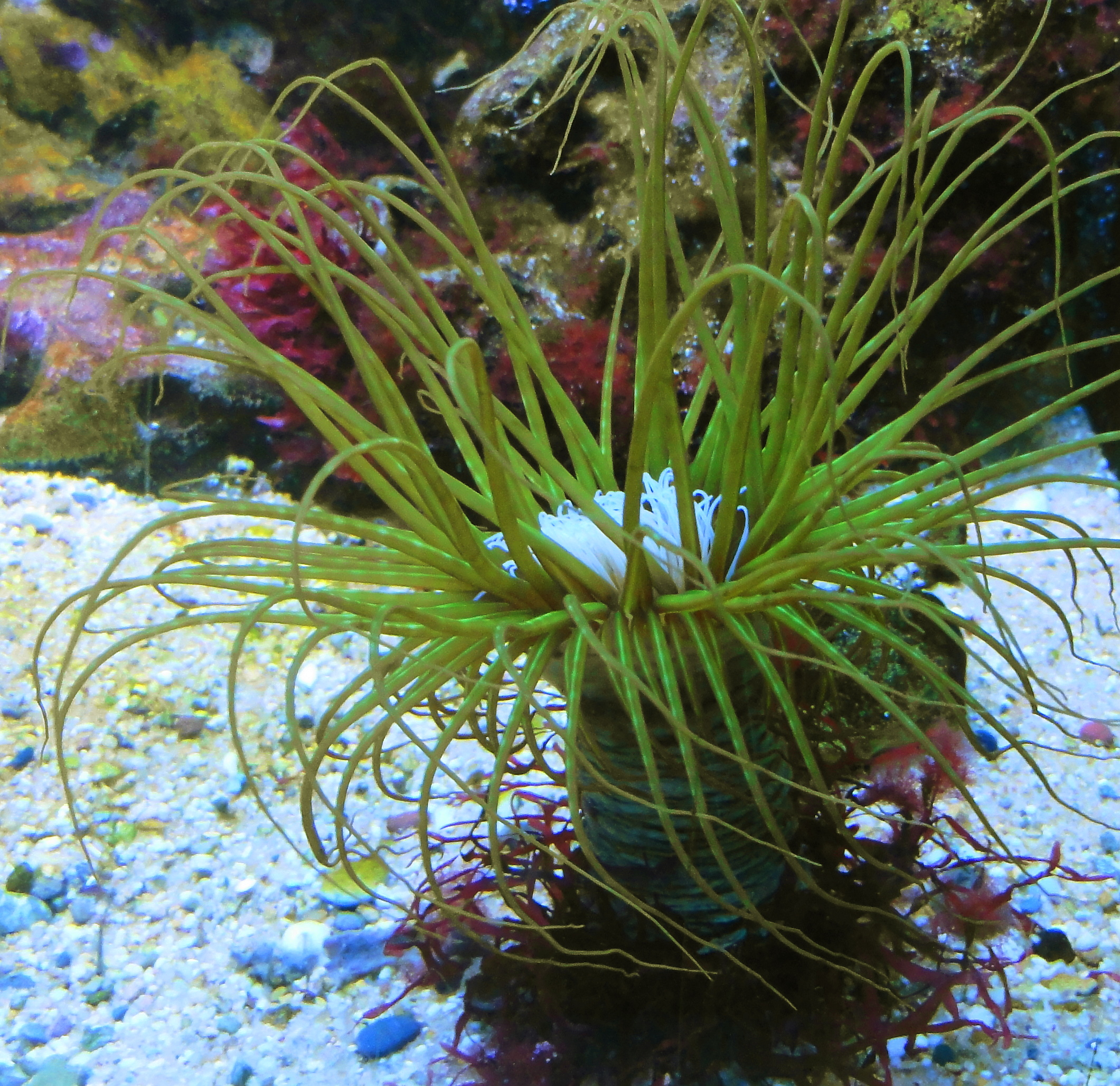
Ceriantharia
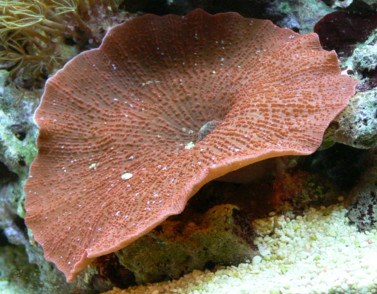
Corallimorpharia
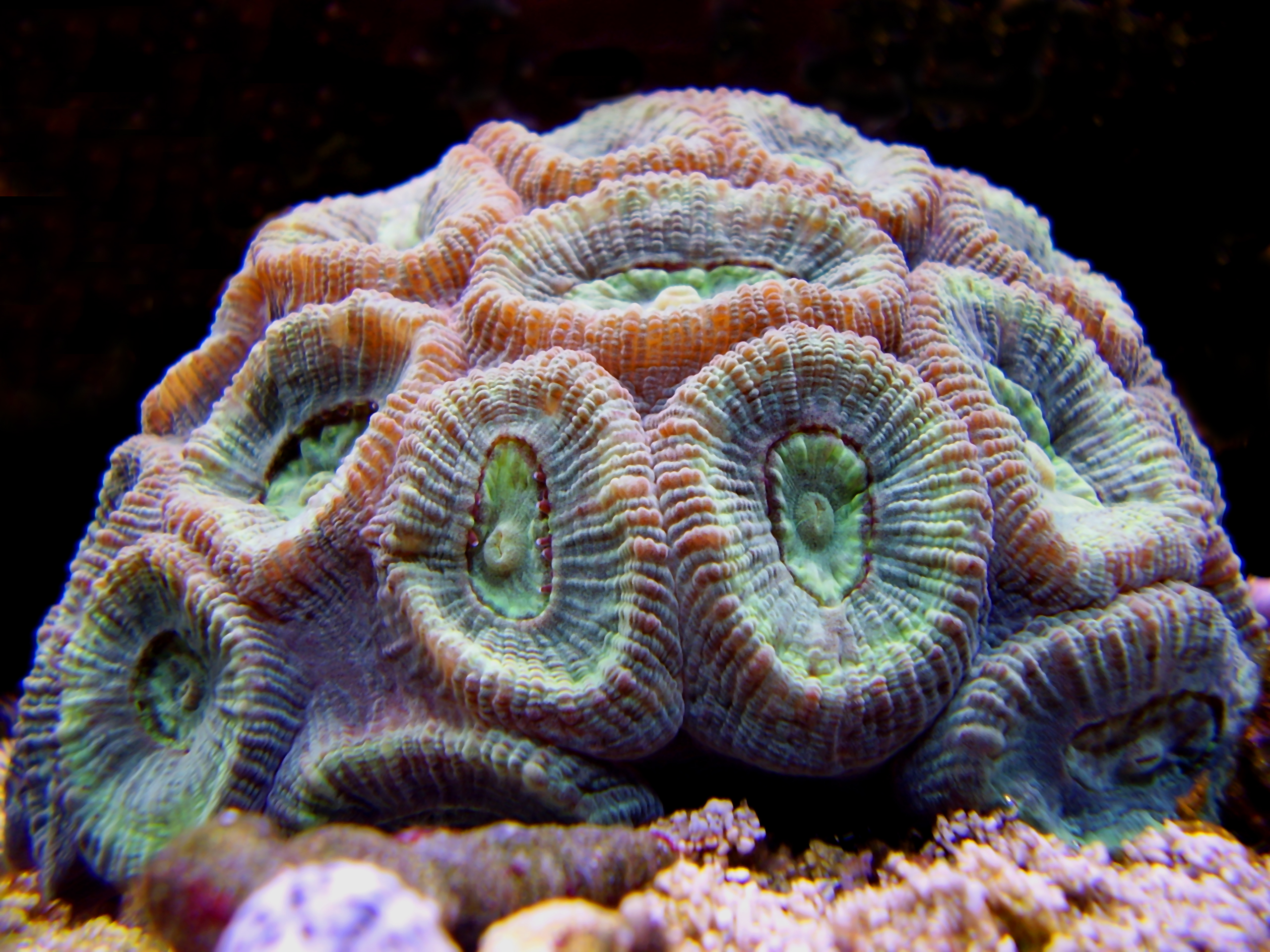
Scleractinia
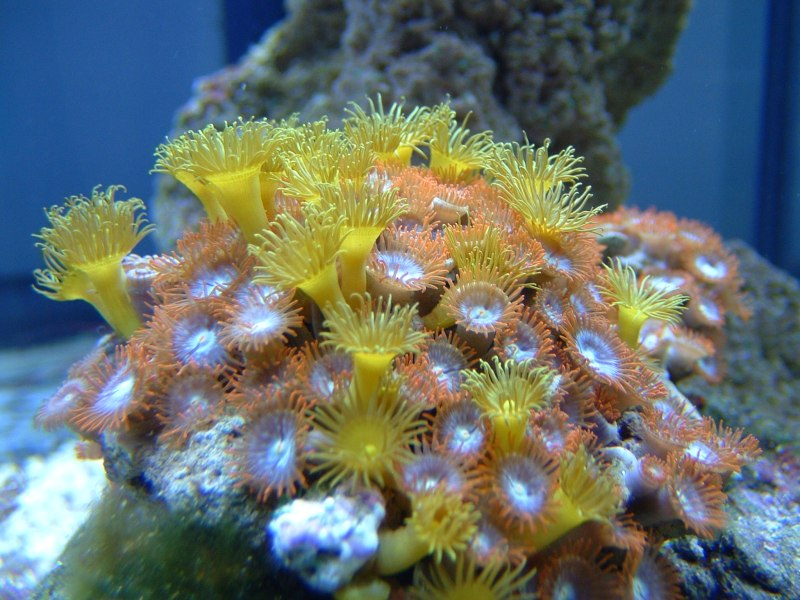
Zoanthidea